# Krzysztof Gwis
Krzysztof Gwis (ur. 11 marca 1939, zm. 17 czerwca 2000) – polski brydżysta, European Master w kategorii seniorów (EBL), arcymistrz międzynarodowy (PZBS), odznaczony złotą odznaką PZBS (1982).

## Wyniki brydżowe

### Rezultaty krajowe
Krzysztof Gwis w rozgrywkach krajowych zdobywał następujące lokaty:
| Drużynowe mistrzostwa Polski | Drużynowe mistrzostwa Polski | Drużynowe mistrzostwa Polski |
| Sezon                        | Miejsce                      | Drużyna                      |
| ---------------------------- | ---------------------------- | ---------------------------- |
| 1996                         | 1                            | UNTS Warszawa                |
| 1995                         | 3                            | UNTS Warszawa                |
| 1994                         | 1                            | UNTS Warszawa                |
| 1992/93                      | 1                            | UNTS Warszawa                |

| Mistrzostwa Polski par | Mistrzostwa Polski par | Mistrzostwa Polski par | Mistrzostwa Polski par |
| Rok                    | Kategoria              | Partner                | Pozycja                |
| ---------------------- | ---------------------- | ---------------------- | ---------------------- |
| 1997                   | Open                   | Janusz Połeć           | 1                      |
| 1995                   | Seniorzy               | Piotr Gawryś           | 3                      |
| 1974                   | Miksty                 | Danuta Gwis            | 1                      |
| 1972                   | Open                   | Janusz Żurawski        | 2                      |

| Mistrzostwa Polski teamów – IMP | Mistrzostwa Polski teamów – IMP |
| Rok                             | Pozycja                         |
| ------------------------------- | ------------------------------- |
| 1990                            | 1                               |
| 1986                            | 1                               |

### Zawody europejskie
Krzysztof Gwis w rozgrywkach międzynarodowych osiągnął następujące rezultaty:
| Drużynowe mistrzostwa Europy seniorów | Drużynowe mistrzostwa Europy seniorów | Drużynowe mistrzostwa Europy seniorów | Drużynowe mistrzostwa Europy seniorów |
| Rok                                   | Drużyna                               | Pozycja                               |                                       |
| ------------------------------------- | ------------------------------------- | ------------------------------------- | ------------------------------------- |
| 1997                                  | Poland B                              | 2                                     |                                       |
| 1995                                  | Poland                                | 1                                     |                                       |

| Mistrzostwa Europy par | Mistrzostwa Europy par | Mistrzostwa Europy par | Mistrzostwa Europy par |
| Rok                    | Kategoria              | Partner                | Pozycja                |
| ---------------------- | ---------------------- | ---------------------- | ---------------------- |
| 1997                   | Seniorzy               | Janusz Połeć           | 5                      |
| 1993                   | Open                   | Janusz Połeć           | 7                      |

| 1996 | 4 |